# 春待気流
「春待気流」（はるまちきりゅう）は、日本のシンガーソングライターである長渕剛の4枚目のシングル曲である。
1980年3月20日に東芝EMIのエキスプレスレーベルからリリースされた。作詞・作曲は長渕、編曲は瀬尾一三が担当している。
歌詞は男性が女性に対して愛を誓う内容となっており、アメリカンオールディーズ風のアレンジとなっている。オリコンチャートでは最高位33位となった。
リリース後のアルバム『乾杯』（1980年）には収録されず、ベストアルバム『夏の恋人』（1981年）にてアルバム初収録となった。それ以降では、『FROM T.N.』（1983年）、『SINGLES Vol.1 (1978〜1982)』（1997年）に収録されている。ライブではほとんど演奏されなかったが、2004年に開催された桜島オールナイトコンサートにて演奏され、ライブアルバム『長渕剛 ALL NIGHT LIVE IN 桜島 04.8.21』（2004年）に初めてライブバージョンが収録された。

## 音楽性
長渕の初期のシングルは「巡恋歌」、「祈り」、また次作である「順子」のように、失恋や惜別をテーマにした曲が多いが、この曲は前向きな恋愛をテーマにしており、フォークソングを基調とした作品が多い中、アップテンポでポップな曲となっている。アウトロ（後奏）では、巻き舌を多用した印象的なハーモニカ演奏を聴くことができる。
音楽情報サイト『CDジャーナル』では、「“君への愛”を高らかに誓うポップ・ナンバー。女性コーラスや半減速するBメロなど、アメリカン・オールディーズ風のキャッチーなアレンジが光る」と表記されている。

## リリース
1980年3月20日に東芝EMI／エキスプレスよりリリースされた。
AB両面ともオリジナルアルバムには未収録となった。

## ライブ・パフォーマンス
次作「順子」がミリオンセラーを達成し注目を浴びることとなるが、この曲はリリース当時からライブで演奏される事はほとんどなく、一般的にもファンにとってもあまり認知度の高い曲ではなかったが、2004年8月21日に桜島で行われたオールナイトコンサートで久しぶりに演奏された。
また2015年のROAD TO FUJIのLIVEでも演奏された。

## 批評
| 専門評論家によるレビュー | 専門評論家によるレビュー |
| レビュー・スコア         | レビュー・スコア         |
| 出典                     | 評価                     |
| ------------------------ | ------------------------ |
| CDジャーナル             | 肯定的                   |

音楽情報サイト『CDジャーナル』では、「サビ・メロディでのフニャフニャとした歌いまわしが実に心地良い」と評されている。

## チャート成績
オリコンチャートでは最高位33位、登場回数11回となり、売り上げ枚数は5.8万枚となった。

## シングル収録曲
| 全作詞・作曲: 長渕剛。 |                                |           |            |          |      |
| #                      | タイトル                       | 作詞      | 作曲・編曲 | 編曲     | 時間 |
| 1.                     | 「春待気流」(HARU MACHI KIRYU) | 長渕剛    | 長渕剛     | 瀬尾一三 | 4:23 |
| 2.                     | 「冬の海」(FUYU NO UMI)        | 長渕剛    | 長渕剛     | 石川鷹彦 | 4:22 |
| 合計時間:              | 合計時間:                      | 合計時間: | 8:45       |          |      |

## 収録作品
スタジオ音源
- 『夏の恋人』（1981年）
- 『FROM T.N.』（1983年）
- 『SINGLES Vol.1 (1978〜1982)』（1997年）

ライブ音源
- 『長渕剛 ALL NIGHT LIVE IN 桜島 04.8.21』（2004年） - 2004年8月21日の桜島特設会場での公演から収録されている。

ライブ映像
- 『SAKURAJIMA』（2004年）